# Sollevamento pesi ai Giochi della XXIII Olimpiade - Pesi piuma
La competizione della categoria pesi piuma (fino a 60 kg) di sollevamento pesi ai Giochi della XXIII Olimpiade si è svolta il giorno 31 luglio 1984 al Gersten Pavilion di Los Angeles.

## Regolamento
La classifica era ottenuta con la somma delle migliori alzate delle seguenti 2 prove:
- Strappo
- Slancio

Su ogni prova ogni concorrente aveva diritto a tre alzate. In caso di parità vinceva il sollevatore che pesava meno.

## Risultati
| Pos.    | Atleta               | Nazione       | Peso Atleta | Strappo | Strappo | Strappo | Strappo | Slancio | Slancio | Slancio | Slancio | Totale |
| Pos.    | Atleta               | Nazione       | Peso Atleta | 1       | 2       | 3       | Tot     | 1       | 2       | 3       | Tot     | Tot    |
| ------- | -------------------- | ------------- | ----------- | ------- | ------- | ------- | ------- | ------- | ------- | ------- | ------- | ------ |
| Oro     | Chen Weiqiang        | Cina          | 59,40       | 120,0   | 125,0   | 125,0   | 125,0   | 157,5   | 165,0   | 165,0   | 157,5   | 282,5  |
| Argento | Gelu Radu            | Romania       | 59,85       | 120,0   | 125,0   | 127,5   | 125,0   | 155,0   | 165,0   | 165,0   | 155,0   | 280,0  |
| Bronzo  | Tsai Wen-yee         | Taipei cinese | 59,20       | 120,0   | 125,0   | 127,5   | 125,0   | 147,5   | 152,5   | 152,5   | 147,5   | 272,5  |
| 4       | Kaoru Wabiko         | Giappone      | 59,40       | 115,0   | 120,0   | 122,5   | 120,0   | 150,0   | 150,0   | 155,0   | 150,0   | 270,0  |
| 5       | Yosuke Muraki-Iwata  | Giappone      | 59,50       | 120,0   | 125,0   | 125,0   | 120,0   | 147,5   | 152,5   | 155,0   | 147,5   | 267,5  |
| 6       | Lee Myeong-su        | Corea del Sud | 59,70       | 117,5   | 117,5   | 122,5   | 117,5   | 150,0   | 155,0   | 155,0   | 150,0   | 267,5  |
| 7       | Sorie Enda Nasution  | Indonesia     | 59,90       | 115,0   | 120,0   | 120,0   | 115,0   | 145,0   | 152,5   | 155,0   | 152,5   | 267,5  |
| 8       | Uolevi Kahelin       | Finlandia     | 59,90       | 112,5   | 117,5   | 117,5   | 112,5   | 142,5   | 150,0   | 155,0   | 155,0   | 267,5  |
| 9       | Mircea Tuli          | Romania       | 59,75       | 115,0   | 120,0   | 120,0   | 115,0   | 150,0   | 150,0   | 160,0   | 150,0   | 265,0  |
| 10      | Mohamed Youssef      | Egitto        | 59,85       | 105,0   | 110,0   | 110,0   | 105,0   | 140,0   | 145,0   | 147,5   | 147,5   | 252,5  |
| 11      | Tomás Rodríguez      | Panama        | 59,60       | 110,0   | 115,0   | 117,5   | 115,0   | 130,0   | 135,0   | 140,0   | 135,0   | 250,0  |
| 12      | Geoffrey Laws        | Gran Bretagna | 59,60       | 107,5   | 112,5   | 115,0   | 112,5   | 137,5   | 142,5   | 142,5   | 137,5   | 250,0  |
| 13      | Óscar Palma          | Colombia      | 59,80       | 105,0   | 110,0   | 112,5   | 110,0   | 135,0   | 140,0   | 140,0   | 135,0   | 245,0  |
| 14      | Lawrence Iquaibom    | Nigeria       | 59,30       | 100,0   | 107,5   | 107,5   | 107,5   | 122,5   | 130,0   | 137,5   | 130,0   | 237,5  |
| 15      | Kamalakanta Santra   | India         | 58,90       | 95,0    | 100,0   | 100,0   | 95,0    | 125,0   | 130,0   | 130,0   | 130,0   | 225,0  |
| 16      | Héctor Hurtado       | Ecuador       | 59,80       | 90,0    | 95,0    | 95,0    | 95,0    | 120,0   | 125,0   | 125,0   | 125,0   | 220,0  |
| 17      | Alfredo Palma        | Nicaragua     | 58,20       | 90,0    | 95,0    | 95,0    | 90,0    | 120,0   | 120,0   | 125,0   | 120,0   | 210,0  |
| -       | Joaquín Valle        | Spagna        | 59,35       | 110,0   | 115,0   | 115,0   | 110,0   | 140,0   | 140,0   | 140,0   | NVL     | DNF    |
| -       | Noureddine Bekkouche | Algeria       | 59,25       | 105,0   | 105,0   | 105,0   | NVL     | 132,5   | 137,5   | 142,5   | 137,5   | DNF    |
| -       | Wang Guofeng         | Cina          | 59,35       | 117,5   | 117,5   | 122,5   | 117,5   | 147,5   | 147,5   | 147,5   | NVL     | DNF    |
| -       | Ji Ju-hyeon          | Corea del Sud | 59,90       | 110,0   | 110,0   | 110,0   | NVL     | -       | -       | -       | DNS     | DNF    |